# أنتاريز (صاروخ)

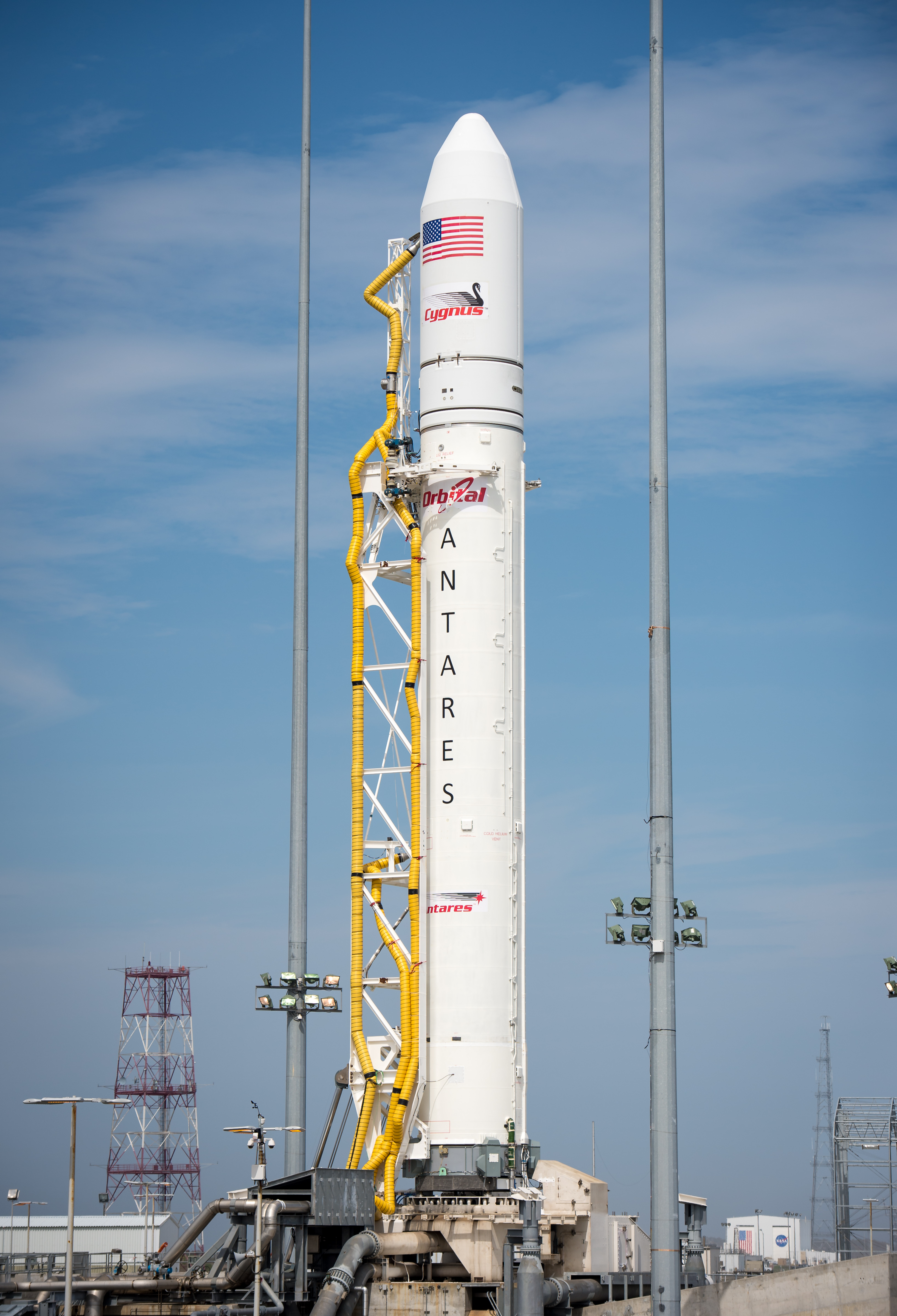
احد صواريخ أنتاريز.

أنتاريز (بالإنجليزية: Antares)‏، وعُرف أثناء تطويره باسم توروس 2، وهو نظام إطلاق مستهلك طُور بواسطة شركة أوربيتال ساينسيز (وهي الآن جزء من شركة نورثروب غرومان)، بالاشتراك مع مكتب تصميمات يوزنوي الروسي، لمهمة إطلاق مركبة سيغنوس الفضائية إلى محطة الفضاء الدولية باعتبارها جزءًا من برنامجي خدمات النقل المداري التجارية (COTS)، وخدمات إعادة الإمداد التجارية (CRS)، التابعين لوكالة ناسا. يعتبر أنتاريز أضخم الصواريخ التي تطلقها شركة نورثروب غرومان، وهو قادر على إطلاق الحمولات بكتل تتخطى 8000 كيلوغرام إلى المدار الأرضي المنخفض. يُطلَق الصاروخ أنتاريز من ميناء منتصف الأطلسي الفضائي الإقليمي، وكان أول إطلاق له في يوم 21 أبريل 2013.
وقعت وكالة ناسا مع شركة أوربيتال ساينسيز اتفاقية قانون الفضاء (SAA) لخدمات النقل المداري التجارية في عام 2008 لاستعراض قدرتها على توصيل الحمولات إلى محطة الفضاء الدولية. وقررت الشركة استخدام الصاروخ أنتاريز في مهمات هذا البرنامج لإطلاق مركبة سيغنوس الفضائية. وعلاوةً على ذلك، سينافس الصاروخ أنتاريز على إطلاق المهمات الصغيرة إلى المتوسطة. سُمي أنتاريز في البداية باسم توروس 2، ولكن أعادت شركة أوربيتال ساينسيز تسميته إلى أنتاريز، نسبةً إلى نجم قلب العقرب الذي يحمل نفس الاسم، في يوم 12 ديسمبر 2011.
كانت محاولات الإطلاق الأربع الأولى للصاروخ أنتاريز ناجحةً. ولكن فشلت محاولة الإطلاق الخامسة فشلًا كارثيًا في 28 أكتوبر 2014، ودُمرت المركبة مع حمولاتها. وتبين أن سبب هذا الفشل كان عطلًا في محركات المرحلة الأولى للصاروخ. وبعد الانتهاء من برنامج إعادة تصميم للصاروخ، أُطلق أنتاريز بنجاح مرةً أخرى في يوم 17 أكتوبر 2016.

## التطوير

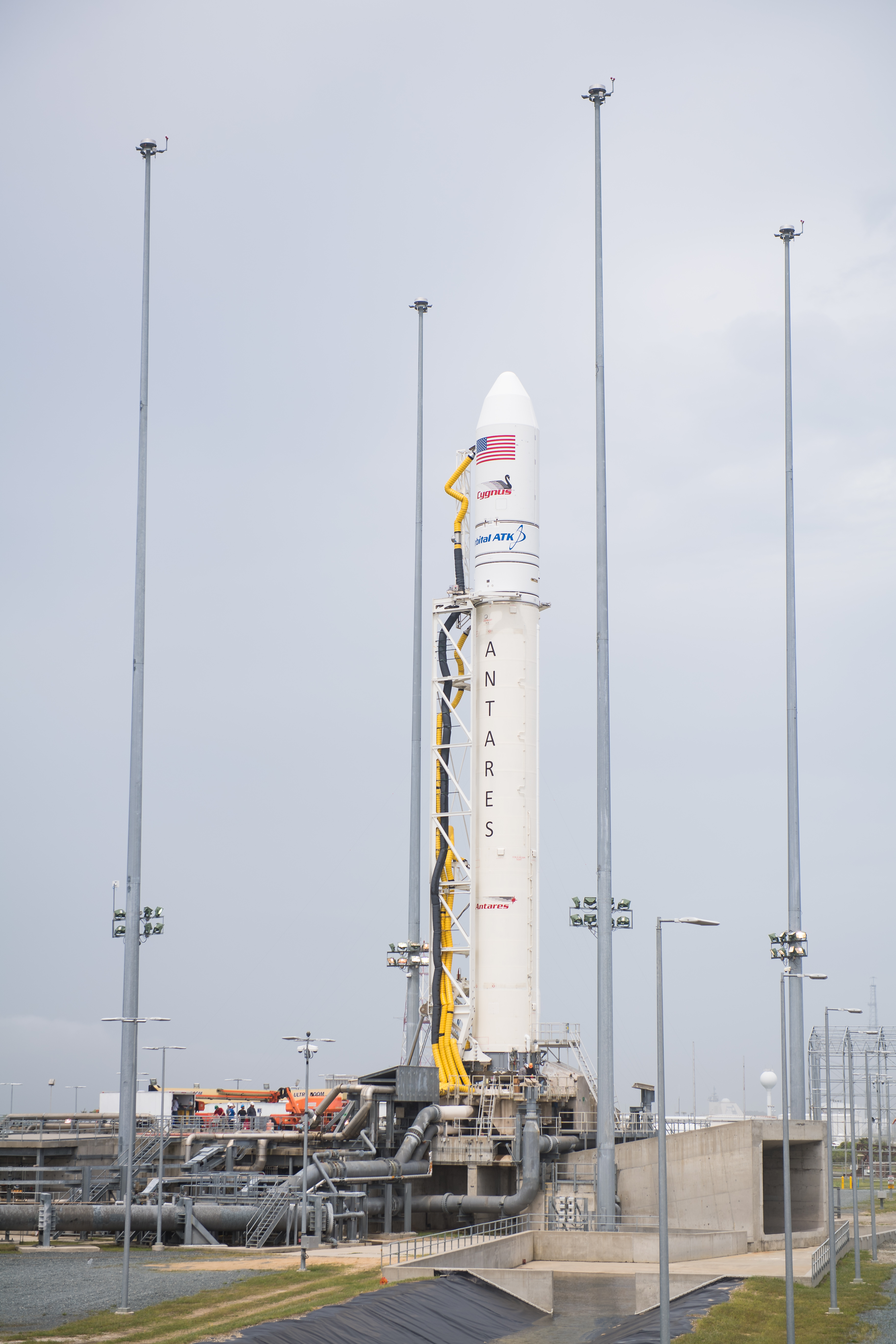
الصاروخ أوربيتال إيه تي كي أنتاريس

كان عقد برنامج خدمات النقل المداري التجارية الخاص بوكالة ناسا بقيمة 171 مليون دولار أمريكي، وكان متوقع من شركة أوربيتال ساينسيز أن تستثمر مبلغًا إضافيًا في المشروع بقيمة 150 مليون دولار، على أن يُقسم هذا المبلغ إلى 130 مليون دولار للصاروخ، و20 مليون دولار للمركبة الفضائية. ومُنحت الشركة عقد خدمات إعادة الإمداد التجارية في عام 2008، والذي كان بقيمة 1.9 مليار دولار لإطلاق ثماني رحلات. وحتى شهر أبريل 2012، قُدرت تكلفة التطوير بنحو 472 مليون دولار.
في يوم 10 يونيو 2008، أُعلن أن ميناء منتصف الأطلسي الفضائي الإقليمي في فيرجينيا، والذي كان جزءًا من مرفق طيران والوبس في السابق، سيكون موقع الإطلاق الرئيسي للصاروخ. وسُتعدل منصة الإطلاق 0 إيه (LP-0A)، والتي استُخدمت سابقًا في الإطلاق الفاشل للصاروخ كونستوغا، لتكون ملائمةً لإطلاق أنتاريز. يمكن إطلاق الصواريخ من والوبس إلى مدار محطة الفضاء الدولية بنفس فاعلية إطلاقها من قاعدة كيب كانافيرال الموجودة في فلوريدا، بالإضافة إلى كونها أقل ازدحامًا. وحمل الصاروخ أنتاريز في أولى رحلاته كتلةً تحاكي كتلة المركبة سيغنوس.
في يوم 10 ديسمبر 2009، أجرت شركة أليانت تيكسيستمز اختبارًا تشغيليًا لمحرك كاستور 30، لاستخدامه في المرحلة الثانية من الصاروخ أنتاريز. وفي مارس 2010، أنهت شركتي أوربيتال ساينسيز وإيروجيت الاختبارات التشغيلية لمحركات إن كيه 33. وفي يوم 22 فبراير 2013، أُجري اختبار تشغيلي سريع، إذ نُصبت المرحلة الأولى بأكملها على المنصة، وثُبتت عليها، ثم شُغلت المحركات لمدة 29 ثانيةً.

## أبرز المهمات

### أنتاريز إيه 1
خُطط إطلاق هذه المهمة في البداية في عام 2012، وكانت هذه المهمة أول إطلاق للصاروخ أنتاريز، وسُميت إيه 1، وأُطلقت يوم 21 أبريل 2013، حاملةً كتلةً تحاكي مركبة سيغنوس (وهي نموذج لمركبة سيغنوس الفضائية) بالإضافة إلى أربعة أقمار اصطناعية صغيرة مكعبة لشركة سبيسفلايت المدمجة، وهي: دوف 1 لشركة كوزموغيا المدمجة (بلانيت لابس حاليًا)، وثلاثة أقمار أخرى من نوع فونسات (وهي ألكساندر، وغراهام، وبيل) لوكالة ناسا.
وقبل الإطلاق، أُجري اختبار تشغيلي لمدة 27 ثانيةً لمحركات الصاروخ من نوع إيه جيه 26 في يوم 22 فبراير 2013، وذلك بعد محاولة غير ناجحة لهذا الاختبار في يوم 13 فبراير؛ إذ قرر المهندسون وقتها إيقاف العملية قبل تشغيل المحركات.
استخدمت المهمة إيه 1 الصاروخ أنتاريز 110 المزود بمرحلة ثانية من طراز كاستور 30 إيه، دون مرحلة ثالثة. أُطلق الصاروخ من المنصة 0 إيه الموجودة في ميناء منتصف الأطلسي الفضائي الإقليمي على جزيرة والوبس (فيرجينيا). كانت هذه المنصة مجمع إطلاق للصاروخ كونستوغا سابقًا، واستُخدمت لهذا الصاروخ مرةً واحدةً فقط، وذلك في عام 1995 عند محاولة الإطلاق المدارية الوحيدة للصاروخ كونستوغا. أصبح أنتاريز أضخم الصواريخ، وأول الصواريخ المزودة بالوقود السائل، التي تُطلق من جزيرة والوبس، بالإضافة إلى كونه أضخم الصواريخ التي تطلقها شركة أوربيتال ساينسيز.
كانت المحاولة الأولى لإطلاق الصاروخ في 17 أبريل 2013، ولكنها أُلغيت بعد انفصال الكابلات السُرية من المرحلة الثانية للصاروخ، وأُلغيت محاولة الثانية في يوم 20 أبريل بسبب وجود رياح شديدة عند الارتفاعات العالية. وفي محاولة الإطلاق الثالثة يوم 21 أبريل، أقلع الصاروخ بنجاح في بداية فترة نافذة الإطلاق. 

### سيغنوس أورب 3

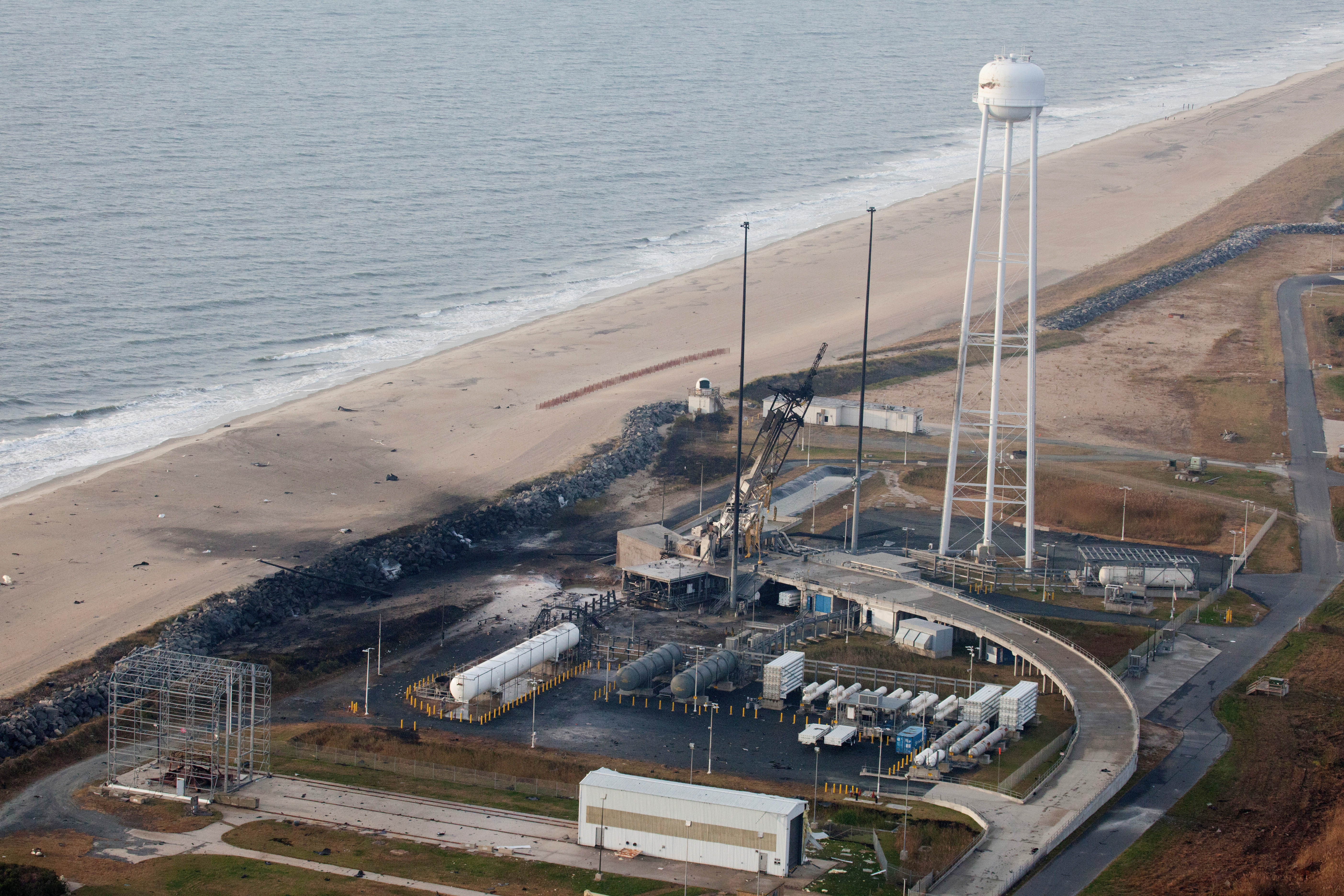
صورة للمنصة 0 إيه بعد الحادث.

في يوم 28 أكتوبر 2014، فشلت محاولة إطلاق الصاروخ أنتاريز، حاملًا مركبة البضائع الفضائية سيغنوس لمهمة إعادة الإمداد «أورب 3»، فشلًا كارثيًا بعد ست ثوانٍ من الإطلاق من ميناء منتصف الأطلسي الفضائي الإقليمي بمرفق طيران والوبس في فيرجينيا. وقع انفجار بمنطقة الدفع بالصاروخ عندما غادر برج الإطلاق مباشرةً، ليرتطم بالأرض بعدها عندها منصة الإطلاق. أصدر ضابط السلامة بالمنطقة أمر التدمير قبل الارتطام مباشرةً. ولم يكن هناك أي إصابات بشرية. أبلغت شركة أوربيتال ساينسيز عن «عدم وقوع أي تلفيات كبيرة بمنصة الإطلاق»، ولكن وصلت التقديرات المبدئية لتكلفة أعمال الإصلاح بها إلى 20 مليون دولار تقريبًا. شكلت اوربيتال ساينسيز لجنة تحقيق في العيوب للبحث في أسباب وقوع الحادث. توصلت اللجنة إلى وجود خلل في المضخة التوربينية للأكسجين السائل بالمرحلة الأولى، ولكنها لم تتمكن من التوصل إلى سبب محدد. ومع ذلك، كان هناك شكوك في وجود تسريبات، أو تآكل، أو عيوب تصنيع غير مكتشفة في المحركات المُجددة من طراز إن كيه 33، والتي صُنعت منذ أكثر من 40 عامًا، ثم خُزنت على مدار عقود من الزمن. كان تقرير تحقيقات الحادث الخاص بوكالة ناسا أكثر صراحةً في تقييم الخلل الواقع. وفي يوم 6 أكتوبر 2015، أي بعد عام واحد من الحادث، جُددت المنصة 0 إيه لتكون صالحةً للاستخدام مرةً أخرى. وكانت التكلفة الكلية لأعمال الإصلاح 15 مليون دولار تقريبًا.
وبعد هذا الفشل، سعت شركة أوربيتال ساينسيز لشراء خدمة إطلاق لمركبة سيغنوس الفضائية لكي تفي بعقدها مع وكالة ناسا، وفي يوم 9 ديسمبر 2014، أعلنت الشركة عن إطلاق رحلة واحدة على الأقل من رحلات سيغنوس، وربما رحلتان، على متن صواريخ أطلس 5 من قاعدة كيب كانافيرال للقوات الجوية. وبالفعل، أُطلقت المهمتان؛ سيغنوس أُو إيه 4، وسيغنوس أو إيه 6 على متن الصاروخ أطلس 5، وأطلق الصاروخ أنتاريز 230 المهمة سيغنوس أو إيه 5 في أولى رحلاته في أكتوبر 2016. وأُطلقت مهمة أخرى على متن الصاروخ أطلس 5، وهي سيغنوس أو إيه 7، في شهر أبريل 2017، لتتمكن بذلك أوربيتال ساينسيز من استيفاء كافة التزامات عقدها تجاه وكالة ناسا. وتلا ذلك إطلاق الصاروخ أنتاريز 230 بشكل نظامي للمهمة سيغنوس أو إيه 8 إي في نوفمبر 2017، مع ثلاث مهمات أخرى مخطط لها ضمن العقد المُمدد للشركة.